# Tricalysia obanensis
Tricalysia obanensis là một loài thực vật có hoa trong họ Thiến thảo. Loài này được Keay miêu tả khoa học đầu tiên năm 1958.